# Volker Hinz

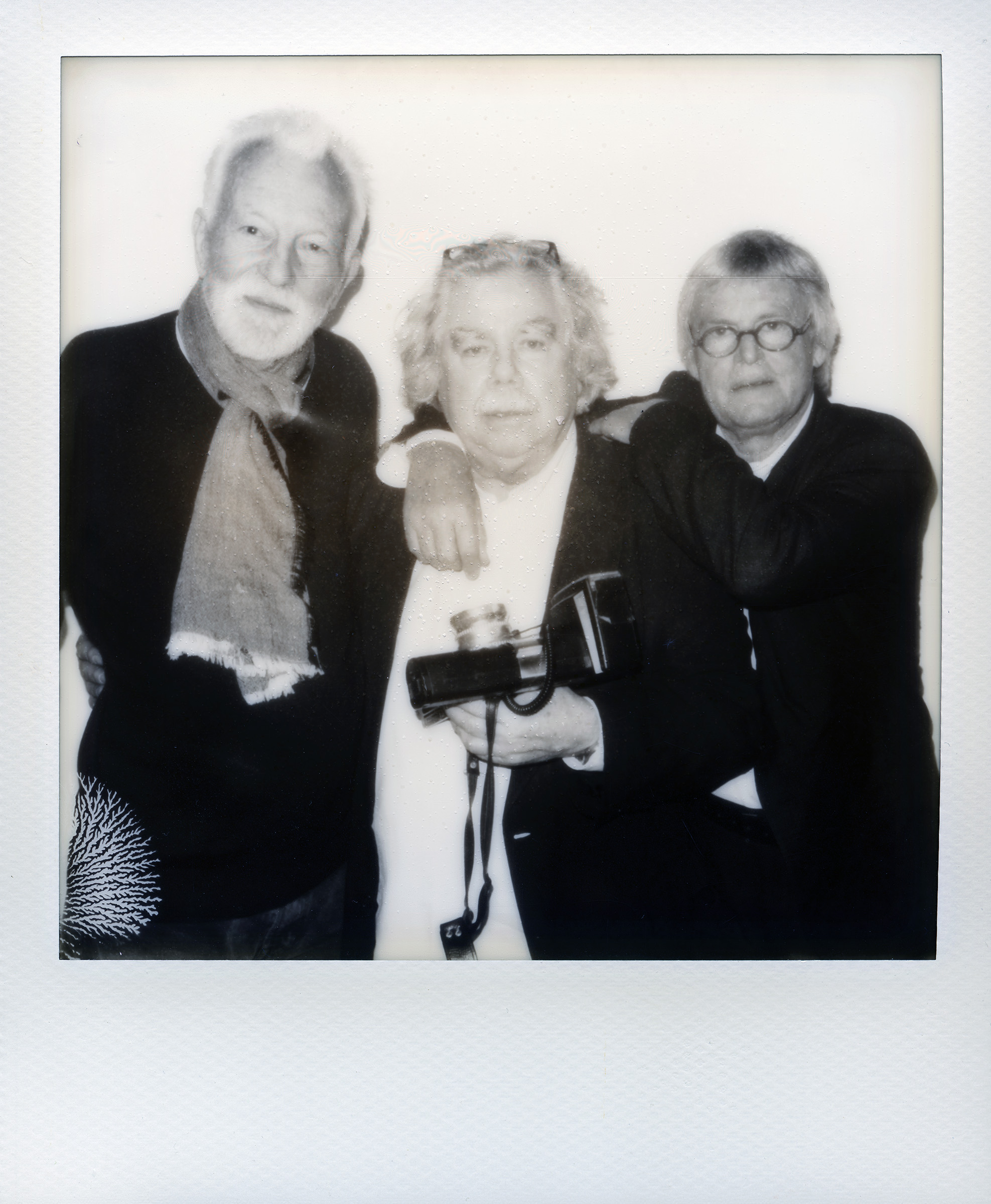
Robert Lebeck, Volker Hinz und Konrad R. Müller fotografiert von Oliver Mark, Berlin 2014

Volker Hinz (* 19. Juni 1947 in Hamburg-Blankenese; † 18. Oktober 2019) war ein deutscher Fotograf.

## Leben
1947 in Hamburg-Blankenese zur Welt gekommen, wurde das Leben von Volker Hinz schon früh von der Fotografie bestimmt. Bereits als 20-Jähriger verkaufte er seine ersten Bilder an Zeitungen, mit 24 wurde er Leiter der „Sven Simon Bild Agentur“ in Bonn, bis er 1974 zum Stern nach Hamburg kam. 1978 übersiedelte er als frei arbeitender Fotograf nach New York City. Dort entstanden viele seiner großen Reportagen, Porträts und Reisefotografien, die ihn über die Ländergrenzen hinweg bekannt machten. Seit 1986 arbeitete der Hamburger wieder von seiner Heimatstadt aus.

## Werk
Volker Hinz wurde Anfang der 1970er-Jahre mit Reportagen aus der deutschen Politszene bekannt. Aufträge für den Stern brachten ihm Gelegenheiten zu packenden Fotodokumentationen wie etwa über das New Yorker Nachtleben, über Hollywood und Mexiko, für die er u. a. den World Press Award und Mitgliedschaften in den bedeutendsten Fotografenvereinigungen erhielt.

### Fotoarchiv in der Bayerischen Staatsbibliothek
Im Oktober 2021 erwarb die Bayerische Staatsbibliothek das gesamte fotografische Werk von Volker Hinz. Es besteht aus über 1,3 Millionen Aufnahmen, darunter Schwarz-Weiß- und Farbnegative, Dias und Kunstdrucke. Diese entstanden sowohl für den Stern als auch im Rahmen von freien Arbeiten. Die Bilder sollen in Zukunft digitalisiert werden.

## Rezeption
Der Stern: „Seit dreißig Jahren arbeitet Hinz für den Stern – knapp acht Jahre davon mit Sitz in New York. Unzählige Reportagen hat er in den drei Jahrzehnten für den Stern bebildert. Muhammad Ali, Woody Allen, Helmut Schmidt, um nur einige der vielen weltbekannten Persönlichkeiten zu nennen, die er mit der Fotokamera begleitet hat. Legendär sein Foto von Pelé und Franz Beckenbauer. …“ „Hinz' Fotografien haben die Optik des Stern entscheidend geprägt. Im Zentrum seiner Arbeit stand immer der Mensch als Motiv und das Menschliche als Bildersprache.“ (von David Scherf) Volker Hinz Ausstellung 2008
Der Stern: „Der Fotograf Volker Hinz ist, … ein zeitgenössischer Maler. Der zeitgenössische Maler unter den großen Fotografen, um genau zu sein. Seit Jahrzehnten porträtiert der Fotograf Volker Hinz für den Stern die Berühmten und Mächtigen dieser Welt. Jetzt rückt er selbst einmal in den Mittelpunkt (von: Ulrike Posche) gratuliert zum 60. Geburtstag.“
Der Stern: „Seit fast drei Jahrzehnten arbeitet der Fotograf Volker Hinz für den Stern. Seine Reportagen aus aller Welt, seine Bildgeschichten und vor allem seine schwarz-weiß Porträts internationaler Persönlichkeiten begründen seinen herausragenden Rang als Fotografen und haben die Optik des Magazins stark geprägt. Der Stern-Fotograf Volker Hinz präsentiert in einer Foto-Ausstellung erstmals eine Auswahl seiner Arbeiten, darunter Porträts berühmter Persönlichkeiten.“
Künstlergespräch Volker Hinz mit Ulrich Rüter, Gruner + Jahr Pressehaus:
„Seit nunmehr fast vierzig Jahren hat Volker Hinz das visuelle Erscheinungsbild des Stern-Magazins entscheidend mitgeprägt. Kaum ein Heft ohne seine souveränen Porträts der Prominenten aus aller Welt. Jetzt ehrt ihn der Verlag Gruner + Jahr mit einer Ausstellung und mit dem neuesten Band in der Reihe Stern Fotografie-Portfolios. ‚Aus Fotos Erlebnisse zu machen ist die Kunst und das Handwerk von Volker Hinz.‘ Was ihn auszeichnet sind ‚Samthandschuhe und Falkenaugen‘.“ (Jochen Siemens)
Volker Hinz gehörte zu den profiliertesten Porträtfotografen in der deutschen Presselandschaft und eine seiner besonderen Fähigkeiten lag darin, den Porträts berühmter – manchmal auch berüchtigter – Zeitgenossen aus den Bereichen Politik, Film, Literatur, Sport und Mode neue Aspekte jenseits der bekannten Klischees hinzuzufügen. Die nackten Fußballer Beckenbauer und Pelé unter der Dusche oder Woody Allen, der sich selbst den Mund verbietet, Kate Moss mit goldenen Füßen: Es sind nicht Bilder, sondern Geschichten, die Volker Hinz mit einem einzigen Kamerablick erzählt.

## Ausstellungen
- 1978: „Volker Hinz - ‚Bilder meiner Wirklichkeit‘“, Landesbildstelle, Hamburg,
- 1979: „Volker Hinz - ‚Bilder meiner Wirklichkeit‘“, Landesbildstelle, Bremen,
- 1982: „Volker Hinz - ‚Bilder meiner Wirklichkeit‘“, Landesbildstelle, Berlin
- 1990: „Volker Hinz - ‚Area‘“, 1990, Les Rencontres, Arles, Frankreich
- 1990: „Volker Hinz - ‚Area‘“, 1990, Fotoforum, Bremen
- 1990: „Volker Hinz - ‚Area‘“, 1990, Fotofroum, Frankfurt
- 1991: „Volker Hinz - ‚Area‘“, 1991, Fotogalerie Bezirksamt Friedrichshain, Berlin
- 1991–1992: „Volker Hinz - Wanderausstellung ‚Area‘ durch Deutschland“
- 1997: „Volker Hinz - Prominenten Porträts“, 1997 Altonaer Museum, Hamburg
- 2002: „Volker Hinz - Private Life of Muhammad Ali“, vom 14. Mai bis 20. Juni 2002, im Rahmen der 2. Triennale der Photographie Hamburg[12]
- 2002: „Volker Hinz - Selbstporträts“ vom 20. August bis 20. Oktober 2002, Altonaer Museum, Hamburg[13]
- 2004: „Volker Hinz - Böse Bilder mit dem Biogon“, vom 7. März bis 18. April 2004, Palais für aktuelle Kunst, Glückstadt[14]
- 2005: „Volker Hinz Ausstellung - 24 hours 7 days, Fotografien 1974–2004. Retrospektiv“, vom 20. April bis 19. Juni 2005, Altonaer Museum, Hamburg
- 2006: „Volker Hinz - Fotografien 1974 - 2004. Retrospektiv“, vom 23. April bis 30. Juli 2006, Landesmuseum, Oldenburg[15]
- 2008: „Volker Hinz - Party, Pumps und Kleiderbügel - Fotografien aus der Modewelt“, vom 23. April bis zum 19. Juni 2008, Landdrostei in Pinneberg bei Hamburg
- 2011: „Volker Hinz - #Triennale der #Photographie - Gesichter des Kinos.Internationale Filmstars“, vom 10. April bis 5. Juni 2011, Museum Langes Tannen, Uetersen[16]
- 2012: „Volker Hinz - Ausstellung - stars im stern“, vom 5. bis 26. April 2012, Gruner + Jahr Pressehaus, Hamburg[17]
- 2012: „Volker Hinz - Stolen Moments“ bis zum 16. Juli 2012, Galerie „No 6 - Raum für Fotografie“, Bremen[18]
- 2013: „William S. Burroughs Retrospektive“, Sammlung Falckenberg Hamburg-Harburg, vom 16. März bis 18. August 2013, in den Deichtorhallen, Hamburg 2013[19]
- 2014: "Legends", 13. International Fotofestiwal Lodz, Polen, vom 5. bis 15. Juni 2014
- 2015: "Area Revisited", anlässl. der 6. Triennale der Photographie Hamburg, AREA/Oberhafen, vom 19. bis 28. Juni 2015
- 2016: "Photography Never Dies", Galeria Wrocław Główny, Polen, vom 17. November 2016 bis 8. Januar 2017
- 2017: "High Heels – Die Hohe Kunst der Schuhe", Schloss Lichtenwalde, Niederwiesa, vom 25. Mai 2017 bis 7. Januar 2018
- 2024–2025: "EinBlick. Fotografien von Volker Hinz", Bayerische Staatsbibliothek, München, vom 23. Oktober 2024 bis 2. Februar 2025[20]
- 2025: "Volker Hinz, EinBlick – Als Willy Brandt Bundeskanzler war....", Hartmanns Projects, Stuttgart 15. Februar bis 28. März 2025

## Auszeichnungen
- Pressefoto des Jahres, 1973, Volker Hinz, 2nd prize, Portraits[21]

- Pressefoto des Jahres, 1975, Volker Hinz, 2nd prize, People in the News[22]

- Pressefoto des Jahres, 1976, Volker Hinz, 3rd prize, News Features[23]

## Bücher
- Area: photographs, Volker Hinz; Karl Steinorth; Thomas Buchsteiner, Schaffhausen 1990 : Ed. Stemmle, 134 Seiten, ISBN 3-7231-0414-2.
- Jagmandir: Traum als Wirklichkeit; Das exzentrische Privattheater des Maharana,  von Udaipur und André Heller, Essay von Jürgen Kesting, Photographien von Volker Hinz und Gabriela Brandenstein, Wien: Brandstätter 1991, 160 Seiten, ISBN 3-85447-400-8.
- Private life of Muhammad Ali Photography by Volker Hinz; A publication by Aplanat Galerie für Fotografie accompanying the Exhibition, Limited ed., 1. ed.,  Hamburg 2002, Germany: Aplanat Galerie für Fotografie, 63 Seiten, ISBN 3-922805-74-4.
- Stern Fotografie, Volker Hinz, 67. neue Ausg., Hamburg 2012, Gruner + Jahr, 96 Seiten in 67 Teilen, ISBN 978-3-652-00068-0.
- In Love with Photography, mit einer Einleitung von Peter-Matthias Gaede. Edition Lammerhuber, Baden bei Wien 2015, ISBN 978-3-903101-00-5.
- Hello. Again. Hartmann Books, Stuttgart 2021, ISBN 978-3-96070-062-3.
- Carrousel, Hartmann Books, Stuttgart 2023, ISBN 978-3-96070-098-2.
- EinBlick, Hartmann Books, Stuttgart 2024, ISBN 978-3-96070-115-6.

## DVD
- 2013: Dokumentation – Gespräche mit Volker Hinz – Fotograf – Ein Film von Tom Krausz (TKVisuellFilm Hamburg)[24]